# Матри, Махмуд
Махмуд Матри (аль-Матери, эль-Матери, декабрь 1897 — 13 декабря 1972) — тунисский врач и политический деятель. Был одним из основателей и первым президентом партии «Новый Дустур» (с 1964 года Социалистическая дустуровская партия, на базе которой в 1988 году было создано Демократическое конституционное объединение).

## Биография
Выходец из обедневшей буржуазной тунисской семьи с греческими и турецкими корнями, Махмуд Матри был сыном Хадиджи Феры и Моктара эль-Матери, имама в мечети Эль-Ксар (ханафитского мазхаба). В своих личных записях Махмуд эль-Матери упоминает, что он не знает точную дату своего рождения (по словам историка Мунира Шарфи, он родился 5 декабря 1897 года). Его мать умерла во время родов, а отец — через несколько месяцев после рождения своего сына; так что воспитанием Махмуда занимались близкий родственник семьи Бая Бен Джаафар, затем тётя Фатума и его старший брат.
Как и большинство детей к тому времени, он начал регулярно посещать куттаб в возрасте шести лет. Два года спустя он поступил во франко-арабскую школу. После этого он продолжил своё обучение в колледже Садики (окончил его в 1916 году), где он впервые встретился со своим несколько младшим сверстником Хабиба Бургибы. 12 июля 1919 года получил степень бакалавра с отличием.
После этого он поступил на научный и медицинский факультеты в Дижоне. Не имея стипендии или поддержки семьи, он зарабатывал на проживание в качестве школьного инспектора.
Получил в Дижоне учёную степень в области естественных наук, а затем 6 июля 1926 года в Париже — степень доктора медицины с отличием, представив свою диссертацию о страданиях плода во время родов. При этом он стал третьим тунисским врачом-мусульманином, окончившим медицинский факультет Парижского университета и одиннадцатым из прошедших подготовку на европейском факультете.
В возрасте 28 лет вернулся в Тунис в начале ноября 1926 года. Сначала Матри не брали на интернатуру в тунисских больницах, поскольку французские власти протектората считали его политически неблагонадёжным. Тем не менее, он был принят в качестве добровольного помощника в отделение доктора Рене Брока в больнице Садики.
В марте 1927 года Эль Матери открыл свою собственную практику в квартале Баб Менара, оставаясь волонтёром в больнице Садики. Во время этого общения он укрепил свои связи с другими врачами и исследователями, такими как Шарль Николь, Эрнест Консей и Габриэль Брюн. В 1930-х годах он присоединился к команде доктора Консея в борьбе с лёгочной чумой, бушевавшей тогда в Тунисе.
Чтобы обеспечить помощь жертвам Второй мировой войны, отколом от Красного Креста Махмуд эль-Матери основал Тунисский Красный Полумесяц 22 апреля 1943 года. Став министром здравоохранения, он добился его признания Международным комитетом Красного Креста 30 сентября 1957 года.

## Политическая жизнь
Во время своего пребывания в Дижоне Махмуд эль-Матри писал политические статьи в несколько газет, включая Le Populaire. Вступил в СФИО, а после её раскола на Турском конгрессе 1920 года — Французскую коммунистическую партию. После 1924 года исключён из ФКП за «троцкистский уклон», вернулся к социалистам.
Махмуд со своими старшими братьями Али и Хафизом, последователями младотунисцев, участвовал в собраниях тунисских националистов. Он также участвовал в Лиге по правам человека и с несколькими товарищами участвовал в основании революционно-националистической организации «Североафриканская звезда». В результате этого он стал постоянным автором нескольких газет, таких как Le Progrès de la Côte-d’Or, Le Rappel socialiste и Le Populaire de Paris.
В 1924 году он воссоединился с Хабибом Бургибой, с которым они развернули радикальную деятельность в тунисских студенческих ассоциациях в Париже и вынашивали планы по созданию массовой националистической партии Туниса на основе организационных принципов Компартии.
После возвращения в Тунис Матри примкнул к Конституционно-либеральной партии (Дустур), сотрудничал в националистической печати. На объединительном съезде в 1933 году избран членом Исполкома Дустура.
После окончательного раскола партии на съезде 2 марта 1934 года вместе с Бургибой входил в состав основателей «Нового Дустура» и возглавлял партию на протяжении четырёх следующих лет до 1938 года. Как руководитель национально-освободительного движения, был арестован и в 1934—1936 годах выслан в Бордж-ле-Бёф в тунисской Сахаре.
После освобождения, стремясь сочетать требования демократических и социальных преобразований с борьбой за национальное освобождение, поддерживал победивший на выборах во Франции Народный фронт, из-за чего в ноябре 1937 года разошёлся с большинством Второго съезда «Нового Дустура», шедшим на конфронтацию с правительством Народного фронта; в итоге, 6 января 1938 года оставил пост председателя партии и покинул её ряды.
Министр в двух умеренно-националистических правительствах Мохамеда Шеника: в январе—мае 1943 года — министр внутренних дел; в 1950—1952 годах — государственный министр. После провозглашения независимости Туниса в 1956 году — министр здравоохранения в правительстве Хабиба Бургибы. Избирался депутатом Национального учредительного (1956) и Национального (1959) собрания.

## Личная жизнь
Махмуд аль-Матери женился в 1931 году на Камар Бен Шейх Ахмед. У них было семеро детей: Шериф, Лейла, Фейка, Амель, Азиз, Анисса и Самира.
Эль-Матери, участвуя в экономических и политических делах, способствовал восходящему движению своих родственников: так, его племянник Монсеф эль-Матери (отец Сахера эль-Матери), перешёл от военной карьеры к деловой.